# Pseudographis dermatina
Pseudographis dermatina är en fjärilsart som beskrevs av Boris Ivan Balinsky 1989. Pseudographis dermatina ingår i släktet Pseudographis och familjen mott. Inga underarter finns listade i Catalogue of Life.